# Castelnau-d’Aude
Castelnau-d’Aude település Franciaországban, Aude megyében. Lakosainak száma 494 fő (2022. január 1.). Castelnau-d’Aude Escales, La Redorte, Montbrun-des-Corbières, Roquecourbe-Minervois és Tourouzelle községekkel határos.

## Népesség
A település népességének változása:
| Lakosok száma | 338  | 289  | 335  | 433  | 487  | 488  | 491  | 503  | 500  | 494  |
|               | 1968 | 1982 | 1990 | 2006 | 2013 | 2015 | 2017 | 2019 | 2020 | 2022 |